# Ante Tomić (košarkaš)
Ante Tomić (Dubrovnik, 17. veljače 1987.) hrvatski je profesionalni košarkaš i bivši reprezentativac. Visok 2,17 m i težak 112 kg. Igra na poziciji centra, a trenutačno je član košarkaškog kluba Barcelona. Izabran je u 2. krugu (44. ukupno) NBA drafta 2008. od strane Utah Jazza. Jedan je od najvećih hrvatskih košarkaških talenata.

## Karijera
Karijeru je započeo 1995. godine u košarkaškom klubu KK Šumica (klub OŠ Ivana Gundulića)[nedostaje izvor] u kojem mu je prvi trener bio Pero Jejina, 2002. odlazi u Zagreb no nakon kratkog vremena odlazi na posudbu u Goricu gdje se zadržao jednu sezonu te se 2004. vraća u Zagreb. Najveći uspjesi su mu 2. mjesto na kadetskom prvenstvu Hrvatske, te 1. mjesto na juniorskom prvenstvu Hrvatske sve sa Zagrebom. Nakon povratka u Zagreb započinje negov uspon u karijeri. U sljedeće tri godine prometnuo se u prvog igrača kluba. Iako s nedostatakom kilaže za poziciju centra, Tomić je sa svojih 215 centimetara i odličnom tehnikom nadoknadio taj nedostatak.
Prijavio se na NBA draft 2008. godine te je izabran kao 44. izbor drafta od strane Utah Jazza. Glavni menadžer Utah Jazza, Kevin O'Connor izjavio je da je draftiranje Tomića "ulog u budućnost kluba". Tomić je bez obzira na draft ostao u Europi, točnije u Zagrebu kako bi popravio svoje nedostatke u igri.
U sezoni 2007./08. dobio je laureat nagrade "Košarkaš.hr" za najboljeg košarkaša sezone. Sezonu regionalne NLB lige 2008./09., Zagreb je okončao u donjem dijelu tablice. Usprkos tome, Tomić je odigrao odličnu sezonu, za nešto više od 30 minuta na parketu prosječno je postizao 15.8 koševa i 8.5 skokova. Odlične igre donijele su mu naslov najkorisnijeg igrača regionalne NLB lige. U sezoni je 14 puta ostvario double-double učinak, u devet navrata imao je valorizaciju +30 i više. U lipnju 2009. spominjao se odlazak u izraelski Maccabi Tel Aviv, kao nasljednikom Nikole Vujčića u žutom dresu. Iako su za njegove usluge bili zainteresirani Cibona i još neki inozemni klubovi, Zagrebov odštetni zahtjev od 2 milijuna eura koliko su tražili za otkup dvogodišnjeg ugovora odbila je klubove. Izjavio je da bi volio doći u Cibonu igrati Euroligu te napredovati. Spominjali su se nekakve razmjene igrača kojom bi stigao u Cibonu, ali na kraju je ostao u Zagrebu. U 2009./10. Tomić je ponovo nakon prvog dijela sezone najkorisniji igrač NLB lige, a i njegova momčad nalazi se u vrhu poretka. Tomić trenutno za tri boda (23,8) vodi ispred Partizanovog Aleksa Marića (20,6) i Cedevitinog Andrije Žižića (19,6), najbolji je skakač lige (8,7) ispred Marića (8,5) i drugi strijelac (17,5) iza Žižića (17,9), a ispred Ciboninog Marka Tomasa (16,6).
U siječnju 2009. je prešao u španjolski Real iz Madrida. Zadnju utakmicu za Zagreb je odigrao u susretu protiv beogradske Crvene zvezde. Ante Tomić je 26. lipnja izbačen iz Real Madrida koji ne osporava njegov veliki talent, ali se žali na njegovu mlaku igru i nikakvu borbenost. Nakon odlaska iz Real Madrida, Tomić prelazi u redove najljućeg konkurenta Barcelona Regal.
5. srpnja potpisuje za F.C. Barcelona Regal na 3+1 godinu.

## Hrvatska reprezentacija
Bio je član hrvatske B reprezentacije koja je na Mediteranskim igrama u Pescari 2009. godine osvojila zlatnu medalju. Zajedno je s Damirom Rančićem bio ponajbolji igrač finalnog dvoboja s grčkom reprezentacijom. S reprezentacijom bio je na pripremama za Europsko prvenstvu u Poljskoj iste godine, ali na kraju je upravo s Rančićem ispao iz završnog popisa igrača.
Na Europskom prvenstvu u Sloveniji 2013 Tomić je uz Bojana Bogdanovića nositelj igre hrvatske reprezentacije.

## Vanjske poveznice
- NBA.com Draft 2008.
- Draft Express.com  Arhivirana inačica izvorne stranice od 27. lipnja 2014. (Wayback Machine)
- Profil na Zagreb.com